# Länsteatrarna i Sverige
Länsteatrarna i Sverige är en intresseorganisation för offentligt finansierade teatrar med regionalt uppdrag i Sverige. Organisationen består idag av 20 scenkonstorganisationer över hela Sverige och verkar för samverkan mellan regionala politiker och teatrarnas styrelse samt ledning. Länsteatrarna i Sverige bildades 1994 som Länsteatrarnas samarbetsråd på initiativ av Regionteatern Blekinge-Kronoberg och dåvarande Bohusläns teater, idag en del av Regionteater Väst.
Föreningen organiserar främst politiker i medlemmarnas styrelser men i viss mån även verksamhetsledare som vd och teaterchefer.
Länsteatrarna i Sverige anordnar tillsammans med Länsmusikens Samarbetsråd och Länsmuseernas Samarbetsråd det kulturpolitiska konventet Folk och Kultur.